# 유리 마닌
유리 이바노비치 마닌(러시아어: Ю́рий Ива́нович Ма́нин, 영어: Yuri Ivanovich Manin, 1937년 2월 16일 ~ 2023년 1월 7일) 박사는 러시아의 수학자이다. 연구분야는 정수론, 대수기하학, 수리물리학이다.
모스크바 국립 대학교에서 수학을 전공하였고 1960년에는 스테클로프 수학연구소에서 이고리 샤파레비치 박사의 지도하에 박사 학위를 취득하였다. 현재는 막스 플랑크 수학연구소와 노스웨스턴 대학교의 수학과 교수로 재직하고 있다.
블라디미르 드린펠트(랭글랜즈 추측, 양자군), 알렉산드르 베일린손(베일린손 추측), 빅터 콜리바긴(오일러 계 en:Euler system), 뱌체슬라프 쇼쿠로프(최소 모델 프로그램 en:Minimal model program) 등의 우수한 제자들을 길러냈다.
업적으로는 함수체상의 팔팅스의 정리의 해결, 가우스-마닌 접속, 순간자에 있어서의 ADHM 작도, 양자 코호몰로지의 정립, 마닌-멈퍼드 추측 제기 등이 있으며 양자군, 거울 대칭 등의 이론에서도 공헌하였다. 또한 1980년 "계산가능과 계산불가능"(Computable and Noncomputable)에서 양자 컴퓨터에 대한 아이디어를 내었다.

## 학력
- 1953년~1958년: 모스크바 국립 대학교 수학과 (석사)
- 1958년~1960년: 스테클로프 수학연구소 수학과 (박사)

## 수상 경력
- 1999년 쇼크상 （스웨덴 왕립 아카데미）
- 2002년 칸토르 메달 （독일 수학회）
- 2010년 보야이상 （헝가리 과학 아카데미）